# 대전상대초등학교
대전상대초등학교는 대한민국 대전광역시 유성구에 있는 초등학교다.

## 연혁
- 2008. 7. 3. 상대초교 설립 인가
- 2010. 1. 6. 대전상대초등학교 개설 업무
- 2010. 3. 1. 초대 최재선 교장 취임
- 2010. 3. 1. 19학급 편성(특수학급 포함)
- 2010. 4. 16. 대전상대초등학교 개교기념식
- 2011. 3. 1. 26학급 편성(특수학급 포함)
- 2011. 9. 1. 심영춘 교장 취임
- 2012. 3. 1. 29학급 편성(특수학급 포함)
- 2013. 3. 1. 29학급 편성(특수학급 포함)
- 2014. 3. 1. 안상운 교장 취임
- 2014. 3. 1 30학급 편성(특수학급 포함)
- 2014. 9. 1. 36학급 편성(특수학급 포함)
- 2015. 3. 1. 44학급 편성(특수학급 포함)
- 2016. 9. 1 김주대 교장 취임
- 2021.      이희용 교장
- 2022.      장성기 교장 취임

## 참고 자료
- 대전상대초등학교 - 한국교육학술정보원 학교알리미